# Puccinia chaseana
Puccinia chaseana ist eine Ständerpilzart aus der Ordnung der Rostpilze (Pucciniales). Der Pilz ist ein Endoparasit von Anthephora hermaphrodita. Symptome des Befalls durch die Art sind Rostflecken und Pusteln auf den Blattoberflächen der Wirtspflanzen. Das Verbreitungsgebiet reicht von der Karibik bis nach Kolumbien.

## Merkmale

### Makroskopische Merkmale
Puccinia chaseana ist mit bloßem Auge nur anhand der auf der Oberfläche des Wirtes hervortretenden Sporenlager zu erkennen. Sie wachsen in Nestern, die als gelbliche bis braune Flecken und Pusteln auf den Blattoberflächen erscheinen.

### Mikroskopische Merkmale
Das Myzel von Puccinia chaseana wächst wie bei allen Puccinia-Arten interzellulär und bildet Saugfäden, die in das Speichergewebe des Wirtes wachsen. Spermogonien oder Aecidien sind nicht bekannt. Die zimtbraunen Uredien wachsen beidseitig auf den Blättern des Wirts. Ihre Uredosporen sind oval, 26–30 × 20–25 µm groß, gold- bis zimtbraun und fein stachelwarzig. Die Telien der Art sind schwarz und von der Epidermis bedeckt. Die haselnussbraunen Teleutosporen sind zweizellig, keulenförmig und eckig und 36–45 × 18–21 µm groß; ihre Stiele sind bis zu 15 µm lang und bräunlich.

## Verbreitung
Das Verbreitungsgebiet von Puccinia chaseana umfasst die Karibikinseln Kuba und Jamaika und erstreckt sich auf dem kontinentalen Festland von Guatemala bis Kolumbien.

## Ökologie
Die Wirtspflanze von Puccinia chaseana ist Anthephora hermaphrodita. Der Pilz ernährt sich von den im Speichergewebe der Pflanzen vorhandenen Nährstoffen, seine Sporenlager brechen später durch die Blattoberfläche und setzen Sporen frei. Die Art verfügt über einen Entwicklungszyklus mit Telien und Uredien, der ohne Wirtswechsel auskommt. Spermogonien und Aecidien fehlen.